# 越中中川駅
越中中川駅（えっちゅうなかがわえき）は、富山県高岡市中川一丁目にある、西日本旅客鉄道（JR西日本）氷見線の駅である。

## 歴史
- 1916年（大正5年）4月1日：中越鉄道高岡駅 - 能町駅間に中川簡易停車場として開業する[1]。旅客営業のみ[2]。
- 1917年（大正6年）4月1日：中川簡易停車場を中川停留場と改称する[2]。
- 1920年（大正9年）9月1日：中越鉄道の国有化により鉄道省（国鉄）中越線の駅となり、越中中川駅と改称する[3]。当駅は中越線伏木駅 - 高岡駅間、氷見軽便線及び新湊軽便線の各駅に発着する学生定期乗車券所持の旅客に限り取扱を行う[3]。
- 1929年（昭和4年）12月23日：営業範囲を改正し、一般旅客、手荷物、小荷物及び旅客附随小荷物の取扱を開始する[4]。但し、配達取扱は行わない[4]。
- 1940年（昭和15年）8月1日：営業範囲を改正し、特別扱雑誌の取扱を開始する[2]。
- 1942年（昭和17年）
  - 4月1日：営業範囲を改正し、旅客、手荷物及び小荷物扱貨物の取扱を行う駅となる[5]。
  - 8月1日：中越線の高岡駅 - 伏木駅間が氷見線に編入され、当駅もその所属となる[6][7]。
- 1970年（昭和45年）6月25日：早朝・夜間の窓口を閉鎖し、改札を取り止め[8]。
- 1974年（昭和49年）10月1日：営業範囲を改正し、旅客及び荷物を取扱う駅となる[9]。
- 1984年（昭和59年）2月1日：営業範囲を改正し、荷物の取扱を廃止する[10]。
- 1987年（昭和62年）4月1日：国鉄分割民営化により、西日本旅客鉄道（JR西日本）の駅となる[2]。
- 2001年（平成13年）
  - 7月1日：乗車券類簡易委託発売業務引渡し式が行われ、簡易委託駅となる[11]。
  - 7月13日 - 7月24日：富山県立高岡工芸高等学校デザイン科の生徒が当駅駅舎外壁を塗装する[12]。
- 2009年（平成21年）8月5日：外壁の塗装が現在のものとなる（富山県立高岡工芸高等学校の生徒の案を基にデザイン）[13]。
- 時期未定：簡易委託を解除し、無人化〈予定〉[14]。

## 駅構造
氷見方面に向かって左側に単式ホーム1面1線を持つ地上駅（停留所）である。かつては2面2線を有する交換可能駅であった。木造駅舎を有する。
2001年（平成13年）4月に発足したJR越中中川駅利用促進協議会が、2001年（平成13年）7月1日より窓口業務を受託する簡易委託駅である。駅係員はJR西日本のOBが務めている。
駅舎は木造平屋建で、2001年（平成13年）7月25日には富山県立高岡工芸高等学校デザイン科の生徒が四季をテーマとしてその外壁にイラストを描いた。なお、2009年8月には現在のイラストに描き替えている。

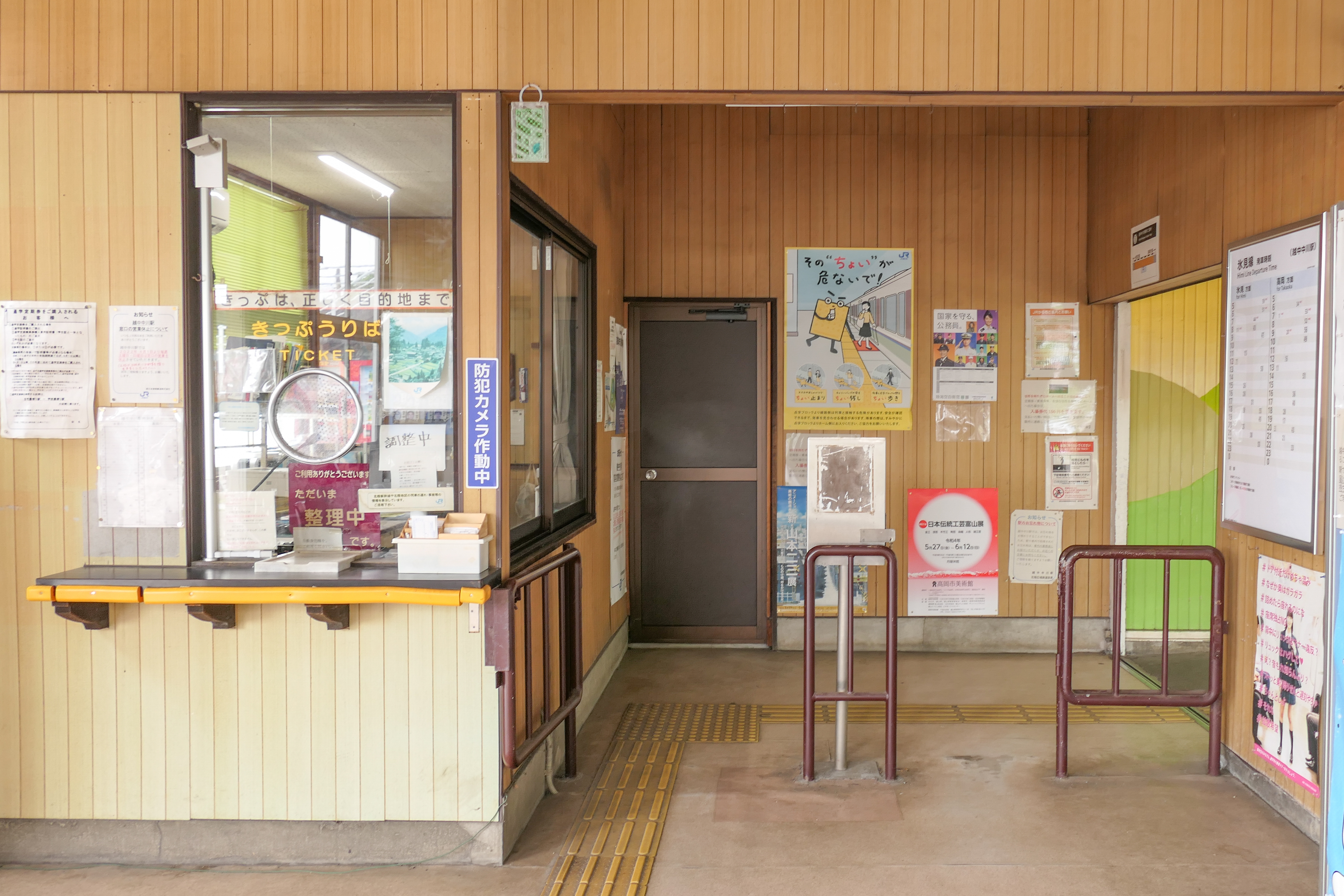
改札口（2022年5月）
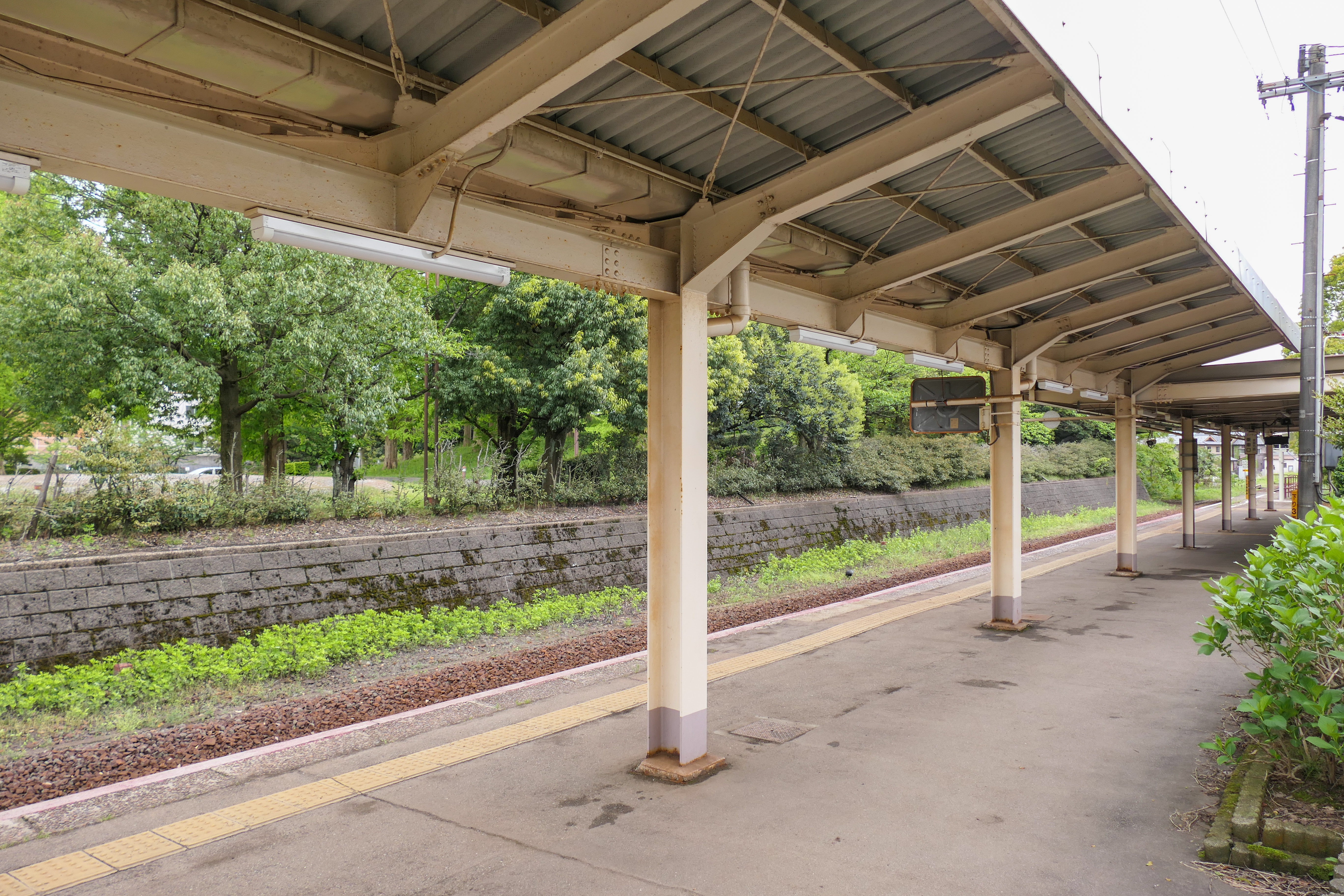
ホーム（2022年5月）
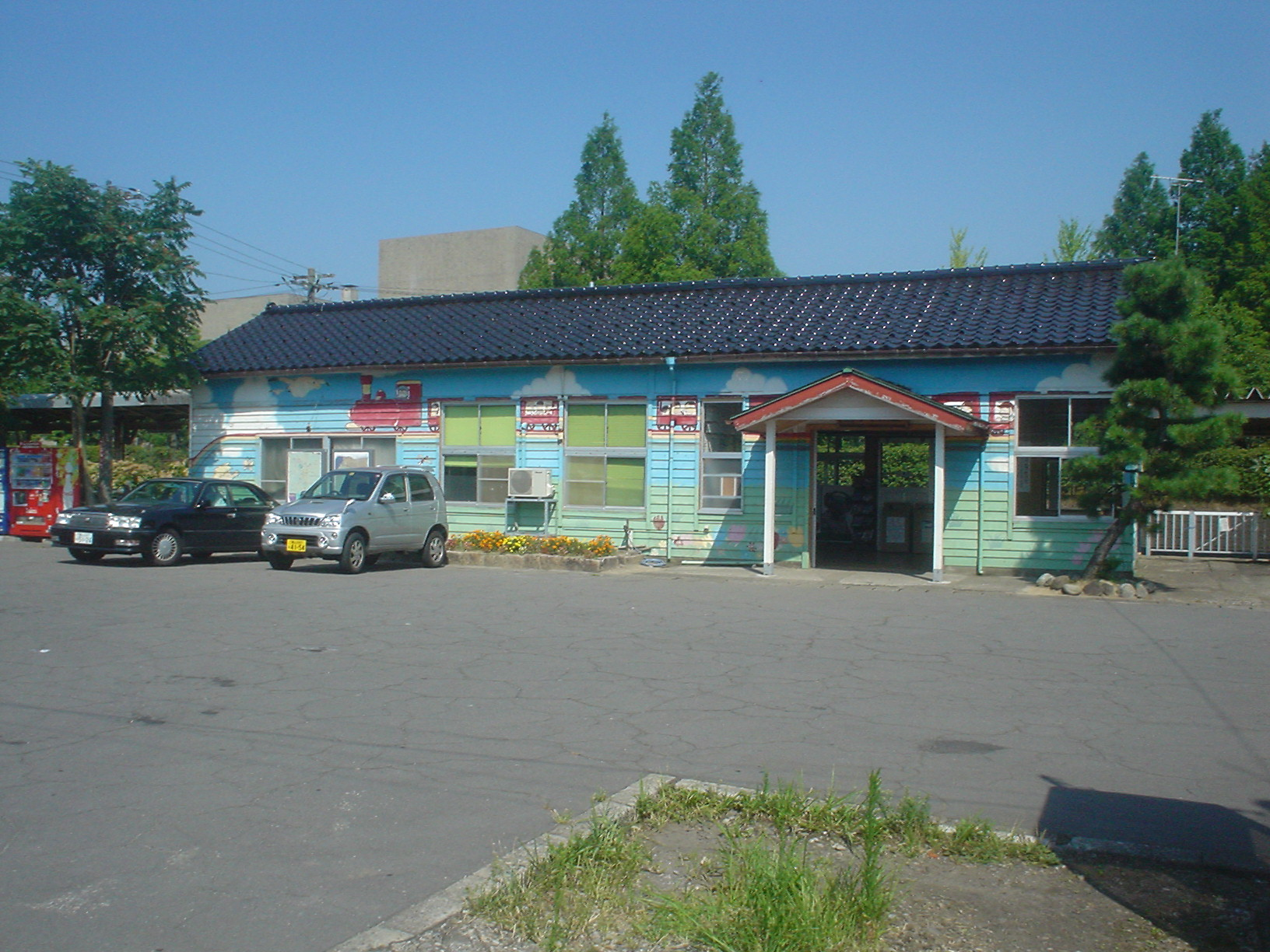
2009年に塗り替えられる前の駅舎（2007年8月）

## 利用状況
「富山県統計年鑑」および「高岡市統計書」によると、近年の1日平均乗車人員は以下の通り。
| 年度   | 1日平均 乗車人員 |
| ------ | ---------------- |
| 1995年 | 1,783            |
| 1996年 | 1,675            |
| 1997年 | 1,549            |
| 1998年 | 1,489            |
| 1999年 | 1,417            |
| 2000年 | 1,406            |
| 2001年 | 1,293            |
| 2002年 | 1,297            |
| 2003年 | 1,293            |
| 2004年 | 1,246            |
| 2005年 | 1,210            |
| 2006年 | 1,177            |
| 2007年 | 1,132            |
| 2008年 | 1,185            |
| 2009年 | 1,159            |
| 2010年 | 1,253            |
| 2011年 | 1,260            |
| 2012年 | 1,289            |
| 2013年 | 1,302            |
| 2014年 | 1,155            |
| 2015年 | 1,234            |
| 2016年 | 1,272            |
| 2017年 | 1,263            |
| 2018年 | 1,296            |
| 2019年 | 1,331            |
| 2020年 | 1,346            |
| 2021年 | 1,271            |
| 2022年 | 1,211            |
| 2023年 | 1,208            |

## 駅周辺
- 高岡市役所
- 富山県立高岡高等学校[24]
- 富山県立高岡工芸高等学校
- 高岡龍谷高等学校[18]
- 富山県高岡文化ホール
- 高岡市美術館
  - 「藤子・F・不二雄ふるさとギャラリー」併設。2021年には、当駅前に『キテレツ大百科』（木手英一とコロ助）、『パーマン』（パーマン1号）、『エスパー魔美』、『チンプイ』のキャラクター5体一組のブロンズ像（高岡銅器）が設置された[25]。
- 富山新聞高岡会館
  - ラジオたかおか
- 富山地方裁判所高岡支部
- 高岡古城公園

## 隣の駅
西日本旅客鉄道（JR西日本）
■氷見線
高岡駅 - 越中中川駅 - 能町駅